# مزدا سری بی

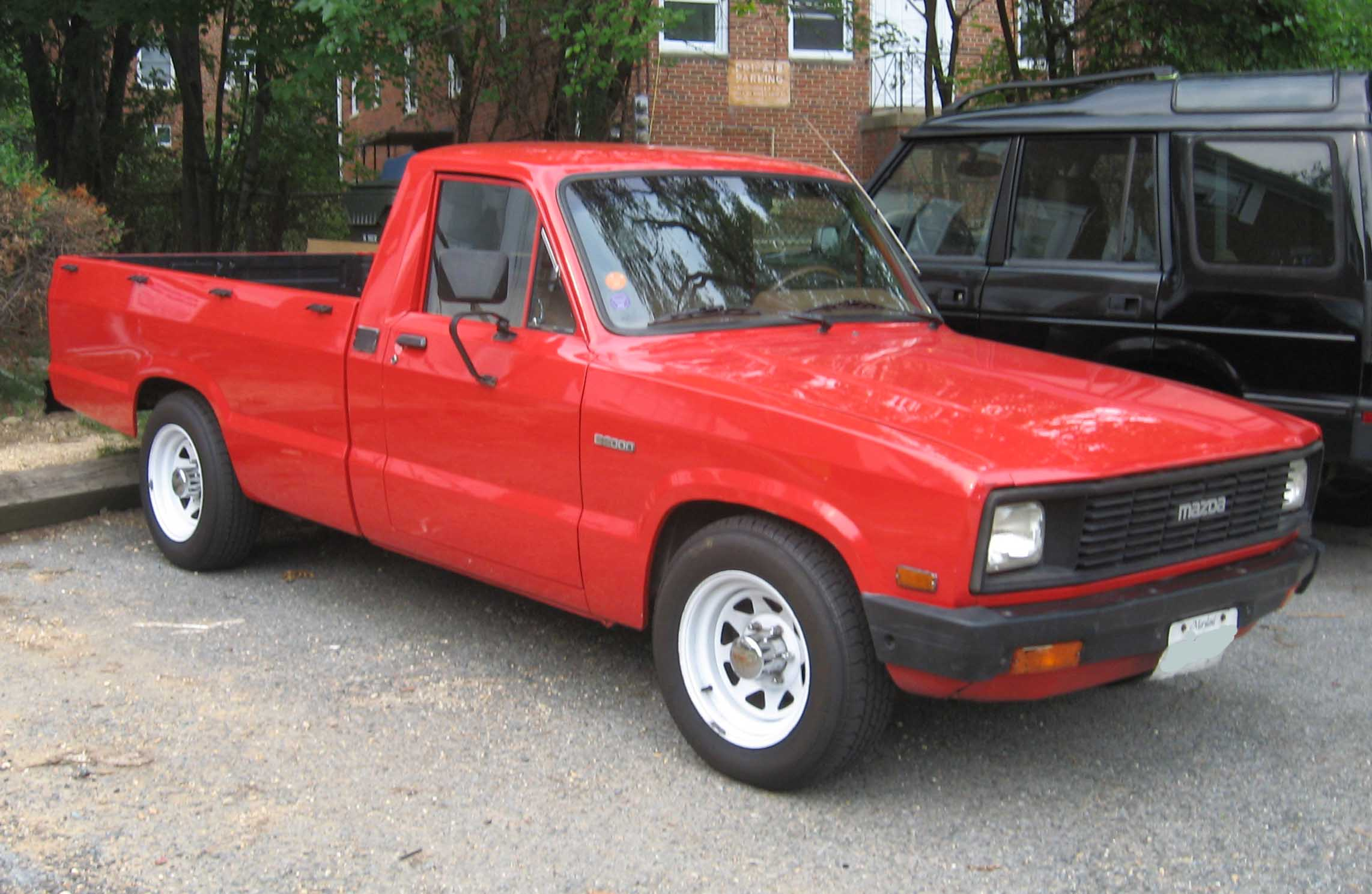
نسخهٔ عرضه شده توسط گروه بهمن

مزدا سری بی (به انگلیسی: Mazda B-Series) خودرویی در کلاس وانت است که از سال‌های ۱۹۶۱ تا ۲۰۰۶ توسط شرکت مزدا تولید شده‌است. نسل سوم این خودرو در ایران در دو نوع تک کابین و دو کابین توسط گروه بهمن عرضه می‌شود. نسخهٔ ارائه شده توسط گروه بهمن از موتور ۲۰۰۰ سی‌سی ۱۲ سوپاپه بهره می‌برد.

## وانت کارا
در سال ۱۳۹۳ گروه بهمن با استفاده از پلتفرم وانت مزدا توانست وانت کارا را تولید کند. این خودرو چهره ظاهری‌اش همان وانت مزدا بود اما در بخش فنی بسیار فرق کرده بود. در مدل‌های اولیه این وانت از موتور OHV II استفاده می‌شد که همان موتوری است که در خودروهای پژو روآ سال، وانت باردو ۱۷۰۰ و وانت آریسان ۱.۷ استفاده شده است.
در سال ۱۳۹۶ گروه بهمن با کمک شرکت DAE چین، که یکی از شرکای تجاری میتسوبیشی ژاپن است، توانست وانت کارا با موتور ۲۰۰۰ سی‌سی را به تولید برساند. این موتور نسبت به موتور ۱/۷ لیتری پیکان از قدرت و گشتاور بالایی برخوردار است و همچنین مصرف سوخت کمتری نسبت به مدل ۱۷۰۰ دارد.
گروه بهمن در سال ۱۳۹۹، وانت کارا تیپ ۳ را معرفی کرد که تفاوت‌هایی نسبت به مدل‌های قبلی دارد. از جمله این تفاوت‌ها می‌توان به اضافه شدن فرمان هیدرولیک، تغییر در صندلی‌ها، قفل مرکزی با ریموت، و سیستم رادیو پخش جدید با قابلیت پخش AUX و SD Card اشاره کرد.
گروه بهمن در سال ۱۴۰۰، وانت کارا تیپ ۴ را با تغییراتی در ظاهر و ارتقای ایمنی معرفی کرد. آینه‌های جانبی جدید طرح ساندرو، حذف مه‌شکن عقب از درون سپر و انتقال آن به کاسه‌چراغ عقب، اضافه شدن سیستم ضد سرقت (ایموبلایزر) از جمله تغییرات اعمال شده در وانت کارا تیپ ۴ بود.